# Kryptonite (3 Doors Down)
Kryptonite è un singolo del gruppo musicale statunitense 3 Doors Down, pubblicato il 17 gennaio 2000 come primo estratto dal primo album in studio The Better Life.

## Tracce
CD Singolo (USA)
1. Kryptonite (Top 40 Edit) – 3:44
2. Kryptonite (LP version) – 3:54

CD Singolo (Regno Unito)
1. Kryptonite (LP version) – 3:55
2. Smack (LP version) – 2:30

## Classifiche

### Classifiche settimanali
| Classifica (2000-01) | Posizione massima |
| -------------------- | ----------------- |
| Australia            | 8                 |
| Germania             | 85                |
| Nuova Zelanda        | 13                |
| Paesi Bassi          | 21                |
| Stati Uniti          | 3                 |

### Classifiche di fine anno
| Classifica (2000) | Posizione |
| ----------------- | --------- |
| Nuova Zelanda     | 38        |
| Classifica (2001) | Posizione |
| Australia         | 41        |